# Abdulsamet Uğurli
Abdulsamet Uğurli (ur. 1 czerwca 1998) – turecki zapaśnik walczący w stylu klasycznym. Zajął osiemnaste miejsce na mistrzostwach świata w 2010. Piętnasty na Igrzyskach europejskich w 2015. Brązowy medalista akademickich MŚ w 2010. Dziewiąty na Uniwersjadzie w 2013 roku.